# Эволюционное искусство
Эволюционное искусство ― форма процедурального искусства, в рамках которого произведения изобразительного искусства, музыки и исполнительского искусства создаются при использовании эволюционных алгоритмов ― то есть методов решения задач оптимизации в сочетании с принципами естественной эволюции. Рассматривая художественные процессы как оптимизацию, художники создают произведения, которые оказывают эстетическое воздействие на людей. Из соображений времени реализация этого класса алгоритмов отводится компьютеру, но в принципе расчёт может быть произведён и вручную. Следовательно, эволюционное искусство является частью цифрового искусства.

## Обзор
Основой эволюционного искусства, как и всех эволюционных алгоритмов, является популяция индивидуумов, каждый из которых представляет визуальную структуру. Это представление может быть либо косвенным ― так как индивидуумы в генетическом программировании содержат программу, которая создаёт визуальную структуру, так что сохраняется биологическое различие между генотипом и фенотипом . Однако репрезентация также может быть прямой, как в эволюционной стратегии, где рассматривается только фенотип индивида, к которому применяются эволюционные операции. В этом случае индивидуум представляет собой изображение, рисунок, движущееся изображение или нечто тому подобное с точки зрения файла изображения или видеофайла.

## Процесс эволюционного искусства
Почти все деятели эволюционного искусства, использующие косвенные представления, производят нерепрезентативные визуальные работы. Независимо от того, является ли представление прямым или косвенным, существует только несколько подходов к изобразительному эволюционному искусству.
В процессе эволюционного искусства сначала определяется начальная популяция людей. В косвенном представлении ― как и обычно в генетическом программировании ― генерируются случайные программы и, следовательно, случайные визуальные структуры. В прямом представлении неслучайные визуальные структуры обычно выбираются художником, например, они могут быть взяты из предыдущих эволюционных прогонов.
Затем следует фаза воспроизведения, в рамках которой индивиды размножаются в соответствии со стратегией воспроизведения, к ним применяются операции рекомбинации и мутации. Характер этих операций зависит от характера программ или прямых визуальных структур, как, например, эволюционных алгоритмы; линейные и иерархические структуры отдельных индивидов требуют специальных операций рекомбинации и мутации.
Частью стратегии размножения является способ отбора особей для рекомбинации (отбор для размножения). Если стратегия воспроизводства основана на генетических алгоритмах, значения приспособленности должны быть доступны для каждого индивида заранее. Частота отбора для размножения является строго монотонной функцией этого приспособления, то есть чем выше приспособленность, тем больше вероятность выбора. Если стратегия воспроизводства основана на эволюционных стратегиях, выбор равномерно распределяется случайным образом.
После фазы размножения появляется популяция потомков, каждому из которых необходимо будет определить показатель пригодности, который каким-то образом будет отражать эстетику визуальных структур. Алгоритмическое определение этих значений потребует формальной эстетической модели, которая недоступна в предыдущих методах эволюционного искусства или только в их начале. Поэтому алгоритмические методы ограничиваются определением простых свойств анализа изображений и основанных на них моделей, как то, к примеру, энтропийные модели. Определением приспособленности индивидом или группой людей обычно занимается художник, который выставляет оценки в соответствии со своими субъективными эстетическими критериями. Альтернативным методом оценки эмпирической пригодности является время, которое зритель тратит на просмотр каждой представленной им визуальной структуры. Существуют также предсознательные методы, которые представляют собой попытку получить корреляцию между физиологически измеримыми характеристиками зрителя и его эстетическими оценками (например, оценка реакции зрачка). Наиболее инновационным подходом здесь является нейроэстетика, которая идентифицирует участки мозга, принимающие участие в эстетической оценке, и которая пытается соотнести деятельность этих участков с эстетическими оценками (аналогичные методы пользуется нейромаркетинг). Однако, поскольку эти подходы требуют сложного и всё ещё очень дорогого медицинского оборудования для проведения визуализации, их использование в эволюционном искусстве до сих пор ограничивалось несколькими небольшими исследованиями.
Если у родителей и их потомков есть приспособленность, стратегия выбора используется, чтобы определить, какой человек в следующем поколении может продолжать существовать и, возможно, размножаться. Эта стратегия выбора учитывает либо только потомство, либо союз родителей и потомства. Кроме того, если критерий прерывания, такой как достижение заданного максимального числа поколений, не достигнут, следующая итерация процесса эволюционного искусства начинается с новой фазы воспроизведения.

## Нефотореалистичный рендеринг
Одним из приложений эволюционного искусства является нефотореалистичный рендеринг ― область компьютерной графики, в которой графика преднамеренно неточно представлена в своём физическом изображении. Примером здесь является создание искусственной картины по фотографии. Британские ученые Колломосс и Холл разработали в 2005 году алгоритм, который создаёт картины на основе фотографий. Картина воспринимается как последовательность штрихов и мазков, которые определяются как положение, направление, цвет и т. п. Генетический алгоритм таким образом используется для поиска пространства всех возможных картин. Функция приспособленности, которая назначает качество каждому кандидату в решение, сравнивает граничное изображение кандидата с изначально рассчитанным салиентным изображением. Салиентность детализации изображения показывает, насколько она заметна для человека. В алгоритме Колломосса и Холла характерность деталей изображения состоит из трех факторов: уровня редкости, степени видимости и третьего фактора, который в первую очередь учитывает вкус пользователей в субрегионах, чтобы отличать важные артефакты от неважных.
Салиентность основана на идее о том, что произведения искусства представляют собой «не зеркало» реальности (по версии Эрнста Гомбриха), а скорее её интерпретацию художником.